# Абу Хайян аль-Гарнати
Абу Хайян Асир ад-Дин Мухаммад ибн Юсуф аль-Гарнати, известный как Абу Хайян аль-Гарнати (араб. أبو حيان الغرناطي‎; ноябрь 1256, Гранада, совр. Испания — июль 1344, Каир, совр. Египет) — исламский богослов, арабский грамматик первой половины XIV века.

## Биография
Его полное имя: Абу Хайян Асир ад-Дин Мухаммад ибн Юсуф ибн Али ибн Юсуф ибн Хайян ан-Нифзи аль-Барбари аль-Джайяни аль-Гарнати аль-Андалуси. Родился в Гранаде в ноябре 1256 года (шавваль 654 г. х.) и умер в Каире в июле 1344 года (сафар 745 г. х.), где после 10 лет плодотворной учёбы и путешествий по всему арабскому миру он работал в качестве преподавателя коранических дисциплин в мечети Ибн Тулуна. Ему приписывают 65 работ по кораническим исследованиям, хадисоведению, исламскому праву, истории, поэзии и т. д. Многие из его работ многотомные и написаны на арабском и других языках (в частности, тюркском, эфиопском и персидском).
Из 15 сохранившихся работ наиболее важными являются:
- «аль-Бахр аль-Мухит» — magnum opus Абу Хайяна, обширный комментарий к Корану[3].
- «Манхадж ас-Салик» — комментарий к «Альфие» Ибн Малика.
- «Китаб ал-идрак ли-лисан ал-атрак» — древнейшая из доступных работ по грамматике мамлюкского (кыпчакского) языка.